# Walter Tießler
Walter Tießler (* 18. Dezember 1903 in Ermsleben; † 26. Oktober 1984 in München) war ein deutscher Reichsamtsleiter im Stab des Stellvertreters des Führers (nachmalig Partei-Kanzlei) und Verbindungsmann zum Reichspropagandaministerium.

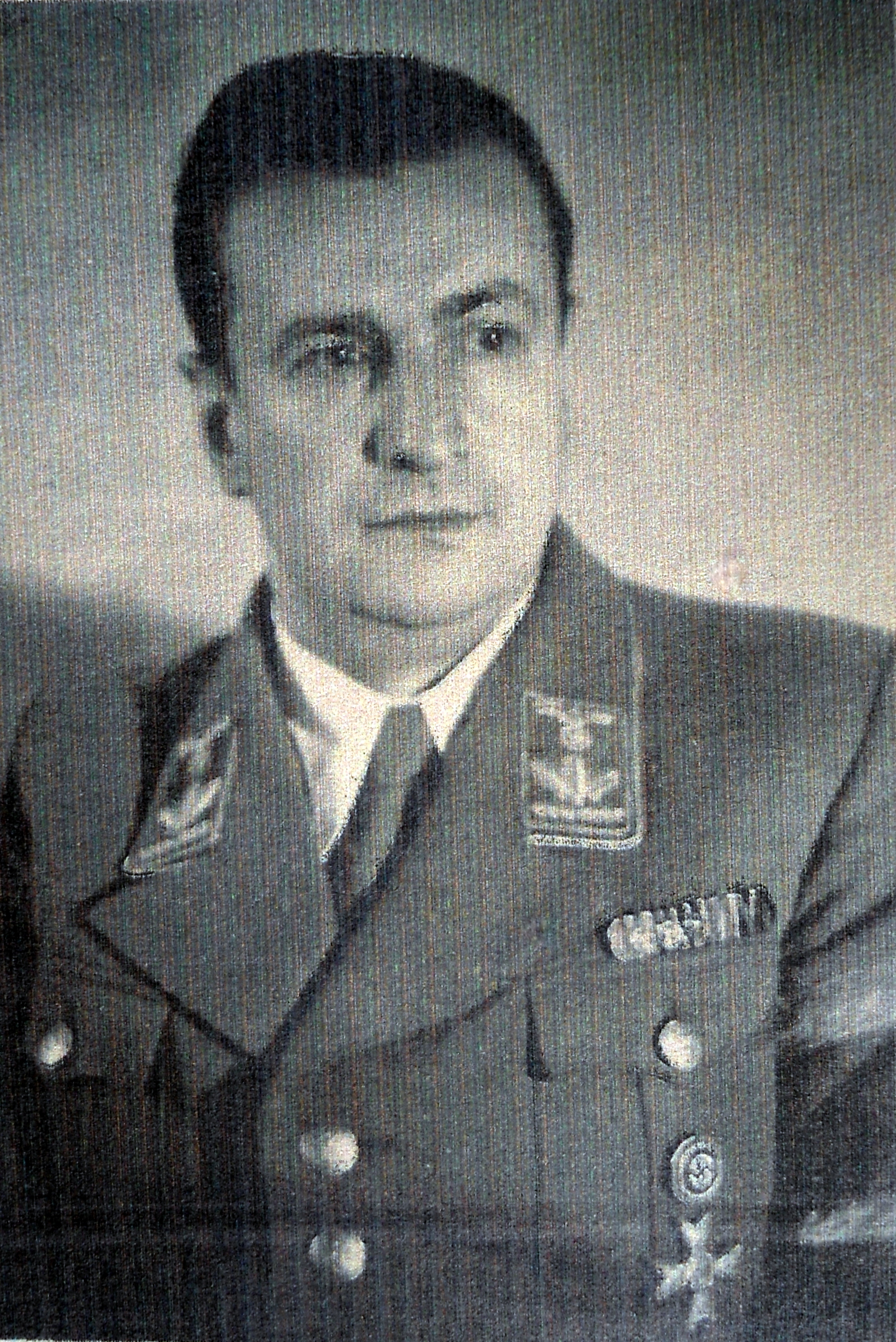
Reichsamtsleiter Walter Tießler in Parteiuniform und "Goldenem Parteiabzeichen" der NSDAP.

## Werdegang
Tießler besuchte das Gymnasium in Greiz, Graudenz und Halle und war 1921 bis 1922 Lehrling in der Verlagsbuchhandlung Knapp in Halle und im Speditionsverein Halle. Abweichend hiervon berichtet Willi A. Boelcke, Tießler hätte keine höhere Schulbildung – wie sein späterer Vorgesetzter Otto Dietrich – und begann als Krankenträger zu arbeiten. 1922 bis 1930 war er Verwaltungsangestellter bei der Knappschaftsversicherung.
Bereits 1924 schloss er sich den Nationalsozialisten an, wurde 1925 Kreisleiter der NSDAP, 1926 Gau-Propagandaleiter im Gau Halle und 1933 als Landesstellenleiter für Mitteldeutschland vom Propagandaministerium übernommen. Von April bis zum 10. Juli 1933 war er Mitglied im Preußischen Staatsrat.
1934 wechselte er nach München und baute den „Reichsring für nationalsozialistische Propaganda und Volksaufklärung“ auf, ein Hauptamt in der Reichsleitung der NSDAP, das für die einheitliche Ausrichtung der verschiedenen NS-Organisationen und NS-Verbände sorgen sollte.
Dieses Aufgabengebiet betreute er noch weiter, als er 1940 in den Stab des Stellvertreters des Führers aufgenommen wurde, um dort im Referat II N das Verbindungsbüro zum Propagandaministerium zu leiten. Diese Arbeit führte er in der (1941 so umbenannten) Partei-Kanzlei bis 1944 fort.

## Bedeutung
Weil der Original-Aktenbestand der Partei-Kanzlei nicht erhalten ist, stellt der Schriftverkehr Tießlers von 20.000 Blatt für Historiker eine wichtige Quelle dar. Sie zeigt Interessenunterschiede zwischen Joseph Goebbels, der flexibel auf Stimmungsschwankungen reagierte, und Martin Bormann, der unbeirrbar die nationalsozialistische Weltanschauung propagierte. Tießler selbst war danach nicht nur ein „um Ausgleich bemühter wendiger Verbindungsmann“, sondern auch ein ehrgeiziger „Scharfmacher“.
Tießler schlug im August 1941 vor, den Bischof Clemens August Graf von Galen wegen seiner kritischen Reden zu hängen. Für den verbotenen Sexualverkehr „deutschblütiger“ Frauen mit „Fremdvölkischen“ propagierte er 1941 zur Abschreckung die Todesstrafe. Gegen die „Verbreitung parteischädigender Witze“ schlug er Bormann 1943 vor, den Betreffenden von zuverlässigen und straflos bleibenden Männern „eine Abreibung“ geben zu lassen.

## Karriere-Knick
Tießler reagierte mit zunehmender Enttäuschung auf das Ausbleiben einer von ihm erhofften Ernennung zum stellvertretenden Gauleiter. Seit Ende 1942 sank sein Ansehen im Reichspropagandaministerium, und er durfte Goebbels immer seltener persönlich vortragen. Das Angebot, ein „Reichspropaganda-Amt“ zu übernehmen, empfand Tießler als „Degradierung“. Er übernahm Anfang 1944 den Posten eines Verbindungsmanns der Partei-Kanzlei zum Generalgouverneur Hans Frank und war als stellvertretender Leiter des NSDAP-Arbeitsbereichs Generalgouvernement eingesetzt.
Er starb 1984 in München.

## Veröffentlichungen
- Walter Tießler: Im Stab von Rudolf Heß - Verbindungsmann zu Dr. Goebbels, ARNDT-Verlag, Kiel 2019, ISBN 978-3-88741-298-2.